# Уиърд Ал Янкович
Алфред Матю „Уиърд Ал“ Янкович (на английски: Alfred Matthew "Weird Al" Yankovic) е американски певец, текстописец, продуцент, сатирик и актьор. Известен е най-вече с хумористичните си песни, осмиващи популярната култура, и пародии на съвременни песни. Прави и сериозни кавъри на песни. Свири на акордеон, който се е превърнал в негова отличителна черта.
След като негова комедийна песен е пусната за пръв път в ефир през 1976 г., Янкович продава над 12 милиона албума до 2007 г., записва над 150 пародии и авторски песни и участва в над хиляда представления на живо. Творбите му са му спечелили 5 награди „Грами“ и още 11 номинации, 4 златни записа и 6 платинени записа в САЩ. Последният му албум, Mandatory Fun (2014), достига първо място в седмицата на дебюта си в класацията Billboard.
Успехът на Янкович се дължи отчасти на ефектната употреба на музикални клипове, които допълнително пародират популярната култура, оригиналния изпълнител и самото оригинално видео. По-късно режисира свои авторски клипове, а след това режисира клиповете и на други изпълнители. С упадъка на музиката по телевизията и появата на социалните медии, той използва Ютуб и други сайтове за видео споделяне за да публикува видеата си. Стратегията му се оказва успешна и увеличава продажбите на по-нататъшните му албуми.
Освен с музикалните си изяви, Янкович е известен със сценаристката си работа по филма UHF (1989) и телевизионния сериал The Weird Al Show (1997). Гостува и озвучава в много телевизионни предавания и видеа. Автор е и на две книги за деца: When I Grow Up и My New Teacher and Me!.